# Stalingrad (film, 1990)
Pour les articles homonymes, voir Stalingrad (film).
Pour plus de détails, voir Fiche technique et Distribution.
Stalingrad (en russe : Сталинград) est un film américano-soviéto-tchécoslovaco-est-allemand en deux parties réalisé par Iouri Ozerov, sorti en 1990.

## Synopsis
Le film a pour sujet la bataille de Stalingrad pendant la Seconde Guerre mondiale. La première partie montre l'attaque des Allemands en 1942, et la deuxième partie est consacrée à la contre-offensive des Russes jusqu'à la victoire en février 1943.

## Fiche technique
- Réalisation : Iouri Ozerov
- Producteurs : Clarence Avant, Quincy Jones
- Musique : Iouri Levitine
- Photographie : Igor Slabnevich, Vladimir Gusev
- Montage : Svetlana Metelitsa, Svetlana Ivanova
- Langues : russe, allemand[1]
- Budget : 2 500 000 $[réf. souhaitée]
- Dates de sortie : 
  - février 1990

## Distribution
- Powers Boothe : Général Vassili Tchouïkov
- Mikhaïl Oulianov : maréchal Gueorgui Joukov
- Bruno Freindlich : Maréchal Boris Chapochnikov
- Fernando Allende : Lieutenant Rubén Ruiz Ibárruri
- Sergei Garmash : Sergent Yakov Pavlov
- Nikolaï Krioutchkov : le vieux capitaine
- Horst Schulze : Erich Edgar Schulze
- Fiodor Bondartchouk : Ivan le sniper
- Gerd Michael Henneberg : Maréchal Wilhelm Keitel
- Ronald Lacey : Winston Churchill
- Liubomiras Laucevicius : général Kouzma Gourov
- Boris Nevzorov : Général Nikolaï Krylov
- Vadim Lobanov : Nikita Khrouchtchev
- Andreï Smoliakov : lieutenant Leonid Khrouchtchev (en)
- Artchil Gomiachvili : Joseph Staline
- Vladimir Trochine : Kliment Vorochilov
- Nikolaï Zassoukhine : Viatcheslav Molotov
- Stepan Mikoyan : Anastase Mikoyan
- Viktor Ouralski : Mikhaïl Kalinine
- Nikolaï Simkine : Alexandre Poskrebytchev
- Viatcheslav Ezepov : Alexandre Chtcherbakov
- Valeri Tzvetkov : Général Andreï Ieremenko
- Vitali Rastalnoï : Maréchal Semion Timochenko
- Evgueni Bourenkov : Général Alexandre Vassilievski
- Alexandre Goloborodko : Général Konstantin Rokossovski
- Sergueï Nikonenko : Général Alexandre Rodimtsev
- Günter Junghans : Harro Schulze-Boysen
- Achim Petri : Adolf Hitler
- Erich Thiede : Heinrich Himmler
- Ernst Heise : Maréchal Fedor von Bock